# Bahar Çağlar
Bahar Çağlar (ur. 28 września 1988 w Izmirze) – turecka koszykarka, reprezentantka kraju, zawodniczka klubu Yakın Doğu Üniversitesi BDÜ, uczestniczka Letnich Igrzysk Olimpijskich w Londynie w 2012 roku oraz z Rio de Janeiro.

## Kariera

### Kariera klubowa
W kwietniu 2013 roku została zawieszona na cztery mecze i musiała zapłacić grzywnę 5500 dolarów za walkę z Ebony Hoffman podczas półfinału ligi tureckiej. Wraz z Galatasaray wygrała Euroligę w sezonie 2013/2014.

### Osiągnięcia[1]
| Zawody                                    | Sezon(y)            |
| ----------------------------------------- | ------------------- |
| Turecka kobieca liga koszykówki           | (2013/14) (2014/15) |
| Puchar Turcji                             | 2013/2014           |
| Euroliga                                  | 2013/2014           |
| Mistrzostwa Europy (reprezentując Turcję) |                     |
| Rok                                       | Medal               |
| 2011                                      | srebrny             |
| 2013                                      | brązowy             |

### Igrzyska olimpijskie
Brała udział w Igrzyskach w Londynie i Rio de Janeiro.